# Трухільйо (Венесуела)
Трухільйо (ісп. Trujillo) - місто в Венесуелі, столиця штату  Трухільйо. Крім того, місто - адміністративний центр муніципалітету Трухільйо. Населення міста - близько 40 000 чол. (2001 г.). Місто просочене таємничістю і скромністю, знаходиться в долині Лос-Мукас (El Valle de Los Mukas). Оточене горами Трухільйо відоме як місто "миру і чарівності".

## Історія
Місто засноване одним з "конкістадорів Америки" ("Conquistadores de America") - Дієго Гарсія де Паредес (Diego García de Paredes) (1506 - 1563), сином Дієго Гарсії де Паредеса-старшого (1466-1534) - іспанського солдата і дуелянта родом з Трухільйо в Естремадура, Іспанія.
У 1678 р Трухільйо виявився кінцевим пунктом сміливого нападу на іспанську Венесуелу шести піратських кораблів і семиста чоловік під проводом французького буканьера М. де Граммона.

## Міста-побратими
- Трухільйо, Ла-Лібертад (Перу)
- Трухільйо, Колон (Гондурас)
- Трухильйо, Касерес (Іспанія)